# بانک قارچ‌شناسی
مایکوبانک (به انگلیسی: MycoBank) یا بانک قارچ‌شناسی یک پایگاه داده آنلاین برای مستندسازی نام و ترکیبهای جدید قارچ‌شناسی است که با توصیف و تصاویر همراه است؛ و توسط Centraalbureau voor Schimmelcultures مرکز تنوع زیستی قارچی در اوترخت اداره می‌شود.
به هر مطلب جدیدی پس از بررسی توسط متخصصان نامگذاری و مطابقت با ICN (کد بین‌المللی برای جلبک‌ها، قارچ‌ها، و گیاهان)، و پیش از انتشار نام جدید، در مایکوبانک شماره‌ای منحصر به فرد اختصاص داده می‌شود. پس از آن این شماره می‌تواند توسط نویسندهٔ نامگذاری کننده در مطالب منتشر شده برای معرفی نام جدید آورده شود. فقط پس از این کار است که این شماره منحصر به فرد در پایگاه در معرض دید عموم قرار می‌گیرد.
با انجام این کار، این سیستم می‌تواند به حل این مسئله که چه نامهایی و در چه سالی به طور قانونی منتشر شده، کمک کند.
مایکوبانک، با دیگر پایگاه‌داده‌های مهمِ مربوط به قارچ‌شناسی نظیر فهرست نام علمی قارچ‌ها، شناسه‌های علوم زیستی، تسهیلات اطلاعات تنوع زیستی جهانی (GBIF)، و … ارتباط دارد.
مایکوبانک یکی از سه مکانی است که از طرف کمیته نامگذاری قارچ‌ها به رسمیت شناخته شده است، دوتای دیگر عبارتند از: فهرست نام علمی قارچ‌ها و اسامی قارچ‌ها.